# Stef Van Looveren
Stef Van Looveren (Antwerpen, 1992) is een Belgische multidisciplinaire, non-binaire kunstenaar. Van Looveren tracht het menselijk gedrag te analyseren en te ontmantelen, voornamelijk binnen de notie van gender, door op een speelse manier onze sociale gedragingen en de visuele cultuur na te bootsen. De kunstenaar werkte ook geregeld met voormalige huisgenoot Sylvie Kreusch. 

## Biografie
Van Looveren werd in 1992 geboren te Antwerpen en ging op veertienjarige leeftijd naar de kunstacademie en vervolgens naar de Sint Lucas hogeschool. Daarna volgde een opleiding in de fine arts aan het prestigieuze Central Saint Martins college in Londen, waar de kunstenaar naar eigen zeggen "echt de kracht van visuele representatie en de invloed die kunst kan hebben op het leven van mensen" ontdekt.
Voor de groep Soldier's Heart, van voormalige huisgenoot Sylvie Kreusch, regisseert Van Looveren video's voor de nummers African Fire (2013) en New Housie (2014) en verzorgt ook de design voor het album Night by Night (2016). Kreusch verklaarde hierover aan Bruzz magazine: "Ik woon samen met Stef Van Looveren, een megazotte kunstenaar waarmee we nog samen in de kunsthumaniora hebben gezeten en die het artwork van Night by Night heeft ontworpen. Hij krijgt van ons carte blanche, omdat hij helemaal mee is met wat we doen." Ook het hoesontwerp van het solo-album Montbray (2021) van Kreusch is van de hand van Van Looveren.
In 2017 krijgt Van Looveren de STRT Schot-award van de Studio Start vzw, dat later verandert in MORPHO, die bestaat uit een geldprijs van €1750, een jaar gratis werkruimte en een tentoonstelling tijdens Antwerp Art weekend waar de video-installatie Irrepressible voorgesteld wordt.
In oktober 2017 lanceert het Belgische modelabel Capara zijn nieuwe collectie tijdens een driedaags evenement in de Sofie Van de Velde Gallery te Antwerpen, waar werken van Van Looveren en kunstenaar Rutger De Vries in dialoog gaan met de collectie. De Vries experimenteert met computergestuurde tools voor spuitbussen en verfbommen, terwijl Van Looveren een surrealistische video-installatie over het begrip gender toont.
Voor de solotentoonstelling ‘O’ in de Barbé Urbain gallery in Gent creëert Van Looveren 14 personages met een variatie aan lichamelijke kenmerken. Aan de hand van siliconen afdrukken van geslachtsdelen en achterwerken van een diverse groep mensen combineert de kunstenaar verschillende lichamelijke elementen, door deze zelf te dragen en zo zichzelf een nieuw genderpatroon aan te meten. Deze personages worden vervolgens in een  videomontage gegoten die geprojecteerd wordt op een gebogen scherm. Verder zijn er foto’s die geprint werden op plexi en die rusten op metalen structuren, die ook een buiging vertonen. Dit staat symbool voor de buigbaarheid van sociale constructies.
Organisatie AAIR Antwerp vraagt Van Looveren in 2018 om een werk te presenteren in het Antwerpse Kunstpaviljoen, wat leidt tot de DPA-tassen, wat staat voor Dick Pussy Ass. Eerder gemaakte lichaamsafgietsels voor de video-installatie O worden hier "sculptuurtassen" die getoond worden in een fictieve modeshowroom. Het paviljoen ziet eruit als een vitrine met grote ramen aan weerszijden, waarop stickers plakken met uitspraken zoals "Ik draag een Dick-tas. Dit maakt mij geen man, en het maakt mij ook geen poesje. Maar als je het er niet mee eens bent, word je wel een Ezel." Deze functionele sculpturen werden vervaardigd uit epoxy of siliconen, met zilveren ringen, en benaderen een klassieke handtas. Ze zijn gemaakt vanuit de visie dat 'seks' moet worden gezien als een verwisselbaar, draagbaar accessoire, iets waar de drager mee kan spelen, wat kan helpen bij het visualiseren en ontmantelen van sociale verwachtingen, rollen en gedragingen. In 2020 gebruikt modeontwerper Ninamounah Langestraat de tassen in de voorstelling van de collectie Complete Metamorphosis. Tijdens haar optreden op het Werchter-festival in 2022 strooit Sylvia Kreusch confetti rond, die ze haalt uit een plastic handtas met een vagina erop. Ze verklaart aan Humo: “Ik heb ook een tasje van Stef Van Looveren met een piemel eraan. Welke handtas ik kies, hangt af van mijn stemming: ben ik in een vaginamood of in een piemelmood? Want ik ben heel vrouwelijk en heel mannelijk."
Voor de live performance Radical Hope – EYE to EYE uit 2022 grijpt Van Looveren terug naar het videowerk RADICAL HOPE (2018), dat uitgebreid wordt middels sculpturale installaties met modder, aarde, water en planten, en met objecten, uitbundige make-up, tactiele kledij, stuwende muziek en bezwerende bewegingen. Hiermee worden verschillende stadia in de samenleving geportretteerd, met als doel "om de veelzijdigheid en performativiteit van ons menselijk wezen te doorgronden en ontbloten". De jury van Het Theaterfestival Vlaanderen over deze voorstelling: "Van Looverens verzet tegen gendernormen voelt even doortastend als ongedwongen. Hen toont een wereld waarin lichamen niet langer gereduceerd worden tot geslacht, maar vrij zijn om een eigen fluïde identiteit te kiezen." Deze performance was eerst zien in De Singel in Antwerpen en vervolgens in het Münchner Volkstheater en de Sophiensæle in Berlijn.

## Tentoonstellingen en performances (selectie)
- 2016 - Open studios, soloshow in Maison Contraire, Antwerpen.
- 2017 - Irrepressible, video-installatie voor Studio Start, Antwerpen.
- 2017 - Capara Showcase, Gallery Sofie Van de Velde, Antwerpen.[25]
- 2018 - G. C. E. D. S. N. N. J. Q. N. E. E. K. B. S. S. S. S. P. T. S. P. E T. J. F. E. E. M. K. A. J. J. Z. D. S. C. A., soloshow in Gouvernement, Gent.[26]
- 2018 - Radical Hope, screening van videowerk in Hole of the Fox galerij, Antwerpen.[27]
- 2018 - 'O', tentoonstelling in Barbé Urbain Gallery, Gent.[28]
- 2018 - DPA bags, tentoonstelling in Kunstpaviljoen MAS, Antwerpen.[29]
- 2018 - Yugen#16, groepstentoonstelling van curator Jan Hoet Jr., Gent.[30]
- 2019 - ZWRT, groepstentoonstelling in Barbé Urbain Gallery, Gent.[31]
- 2019 - Antwerp Art Weekend, groepstentoonstelling in Everyday Gallery, Antwerpen.[32]
- 2019 - Emfylo-ποιείν / to construct the gender, groepstentoonstelling in A. Antonopoulou.Art Gallery, Athene.[33]
- 2019 - The House of Art and Beauty, groepstentoonstelling van curators Marc Vanrunxt & Katleen Vinck, Antwerpen.[34]
- 2019 - Look at me baby I'm yours, groepstentoonstelling in Penthouse Art Residency, Brussel.[35]
- 2019 - Let us in: Together, groepstentoonstelling Clichy, Parijs.[36]
- 2019 - Monu Now Ahora, groepstentoonstelling in ModeMuseum, Antwerpen.[37]
- 2020 - Digestive disaster, unlucky star., groepstentoonstelling in Stems Gallery, Brussel.[38]
- 2020 - Narcissus?, groepstentoonstelling in Base-Alpha Gallery, Antwerpen.[39]
- 2020 - Queer Arts Festival, groepstentoonstelling in Antwerpen.[40]
- 2020 - Together, groepstentoonstelling in M HKA, Antwerpen.[41]
- 2020 - Ghost, groepsperformance op Videodroom-concerten in het kader van Film Fest Gent.[42]
- 2020 - Fluid Identity, groepstentoonstelling in jeugdhuis Pilar, Brussel.[43]
- 2020 - 12, performance met Maison the Faux in Compagnietheater, Amsterdam.[44]
- 2020 - 6 Degrees, groepstentoonstelling bij Liebaert Projects, Kortrijk.[45]
- 2021 - A Practice of Love, groepstentoonstelling in Stems Gallery, Brussel.[46]
- 2022 - Friday Shorts, kortfilms in De Studio, Antwerpen.[47]
- 2022 - Neo-Rising, groepstentoonstelling in Polansky Gallery, Praag.[48]
- 2022 - A Room Full of Mirrors, groepstentoonstelling in Fragment Gallery, New York.[49]
- 2022 - Radical Hope – EYE to EYE, live performance in De Singel, Antwerpen.[50]
- 2023 - Radical Hope – EYE to EYE, live performance in galerij Sophiensæle, Berlijn[51] en Radikal Jung festival in Münchner Volkstheater.[52]
- 2023 - Hypertension23, groepstentoonstelling in The National Gallery Prague, Praag.[53]
- 2023 - Situasian, groepstentoonstelling in Devolution / One Piece Gallery, Fujian.

## Externe Links
- Website van Stef Van Looveren